# Sulfură de fier (II)
Sulfura de fier (II) (numită și sulfură feroasă) este sulfura fierului divalent, cu formula chimică FeS. Este un compus solid de culoare neagră.

## Obținere
Sulfura feroasă se poate obține prin sinteza directă dintre elemente, prin încălzirea fierului cu sulf:
{\displaystyle {\ce {{Fe}+ {S}-> {FeS}}}}
În laborator, poate fi obținută pentru punerea în evidență a ionului de fier divalent prin reacția unei săruri de fier divalent cu hidrogenul sulfurat, când se obține un precipitat negru de sulfură feroasă:
{\displaystyle {\ce {{FeCl2}+ {H2S}-> {FeS}+ {2HCl}}}}

## Proprietăți chimice
Prin reacția sulfurii de fier (II) cu acidul clorhidric, se obține hidrogenul sulfurat, un gaz foarte toxic cu miros de ouă stricate:
{\displaystyle {\ce {{FeS}+ {2 HCl}-> {FeCl2}+ {H2S}}}}
În mod analog, poate reacționa cu acid sulfuric diluat, când se obține oxid de fier (II) și dioxid de sulf: